# Gisovu (Cyanika)
Gisovu ist eine von sechs Zellen (Verwaltungseinheiten 4. Ebene) im Sektor Cyanika des Distrikts Burera in der Nordprovinz von Ruanda. Sie liegt auf einer Höhe von etwa 1990 m. Nachbarzellen sind im Norden Kagitega, im Nordosten Kayenzi, im Osten Nyamabuye, im Südosten Rurembo, im Süden Gafumba, im Südwesten Gasiza, im Nordwesten Kabyiniro. Durch Gisovu verläuft in Nord-Süd-Richtung die asphaltierte Nationalstraße 17. Von dieser geht bei Kidaho entlang der Nordseite Gisovus die Stand 2022 nicht asphaltierte Nationalstraße 21 nach Südosten ab.